# Olga Siikaniemi
Olga "Oili" Margareta Siikaniemi, född Silventoinen 12 september 1888 i Sankt Petersburg, död 2 augusti 1932 i Lappvesi, var en finländsk sopransångerska.
Siikaniemi gick i samskola i Helsingfors och blev student 1907. Hon begav sig till Paris och Lausanne för att studera franska och studerade sedan franska, ryska, konsthistoria och estetik vid Helsingfors universitet. Siikaniemi avlade sångstudier i Helsingfors och Sankt Petersburg och fick stöd för sitt sångintresse av maken, sångtextförfattaren Väinö Siikaniemi, med vilken hon gifte sig 1916. Sångstudierna leddes i Finland av Maikki Järnefelt-Palmgren, Alma Fohström, Helge Lindberg och Heikki Klemetti och i Paris av Felia Litvinne. 1928 gjorde Siikaniemi en studieresa till Rom tillsammans med systern Alma Kuula. Därefter konserterade Siikaniemi i Österrike, Tyskland, Tjeckoslovakien, Ungern, Polen och Baltikum. Hon ägnade sig senare åt sångpedagogik.
1929 gjorde Siikaniemi tolv grammofoninspelningar för Polyphon.

## Skivinspelningar

### 1929
- Heijaa heijaa
- Kaksi hämäläistä kansanlaulua
- Keitaani
- Tule armaani
- Suvirannalla
- Sukkapuikut
- Kesäilta
- Kesäyö kirkkomaalla
- Läksin minä kesäyönä käymään
- Nouskaa jo lapsikullat
- Nyt on mun mielestäni
- Rarahu